# Dimitrios Papadopoulos
Dimitrios Papadopoulos, auch Dimitris Papadopoulos (griechisch Δημήτρης Παπαδόπουλος, * 20. September 1981 in Gagarin, Usbekische SSR), ist ein griechischer ehemaliger Fußballspieler.
Nachdem Papadopulos bis zum elften Lebensjahr in Usbekistan lebte, kehrte er 1992 in das Heimatland seiner Eltern zurück. Seine erste Station war der damalige Drittligist Akratitos Ano Liosia, bei denen er als 17-Jähriger zu seinem ersten Pflichtspieleinsatz für die erste Mannschaft kam.
Mit 19 wechselte Papadopoulos für die vereinsinterne Rekordablösesumme von 700.000 € zum FC Burnley nach England. Nach seinem kurzen Gastspiel auf der britischen Insel kehrte er im Sommer 2003 nach Athen zurück und unterschrieb bei Panathinaikos Athen einen Profivertrag. Gleich im ersten Jahr errang der Stürmer einen Stammplatz und führte sein Team dank seiner 17 Tore zur griechischen Meisterschaft und zum Pokalerfolg 2004. Im Sommer desselben Jahres gewann er mit der griechischen Nationalmannschaft die Europameisterschaft 2004 und wurde im Anschluss in die Olympiaauswahl für die Olympischen Spiele in Athen berufen.

## Erfolge
- Griechischer Meister: 2003/04
- Griechischer Pokalsieger: 2004
- Europameister: 2004 (2 Einsätze / kein Tor)